# Aeroporto di Kielce-Obice
L'aeroporto di Kielce-Obice (IATA: nessuno, ICAO: nessuno) è un aeroporto polacco commerciale, ancora in via di proposta, che sarà situato a 22 km a sud di Kielce. L'aeroporto sorgerà precisamente tra le località di Chmielnik e Morawica, nel voivodato della Santacroce.